# Aulichthys japonicus
Aulichthys japonicus es una especie de actinopterigio gasterosteiforme de la familia Hypoptychidae.

## Taxonomía
Es la única especie del género monotípico Aulichthys el cual es incluido generalmente en la familia Hypoptychidae. Sin embargo, el Sistema Integrado de Información Taxonómica incluye este género en la familia Aulorhynchidae. El nombre Aulichthys viene de los vocablos griegos aulos  (flauta) e ichthys (pez) haciendo alusión a la forma de estos peces mientras que japonicus alude a su lugar de origen.

## Hábitat y distribución geográfica
Es una especie marina bentopelágica, es decir que nada sobre por encima del lecho marino, que habita en el noroeste del Océano Pacífico, específicamente en el norte de Japón y el este de la península de Corea.

## Características
Se encuentra en aguas poco profundas con vegetación. El desove se produce a principios de verano durante el cual los huevos son depositados en las cavidades peribranquiales de una ascidia. La mayor longitud registrada en esta especie fue de 12.8 cm.